# Барон Сэндис

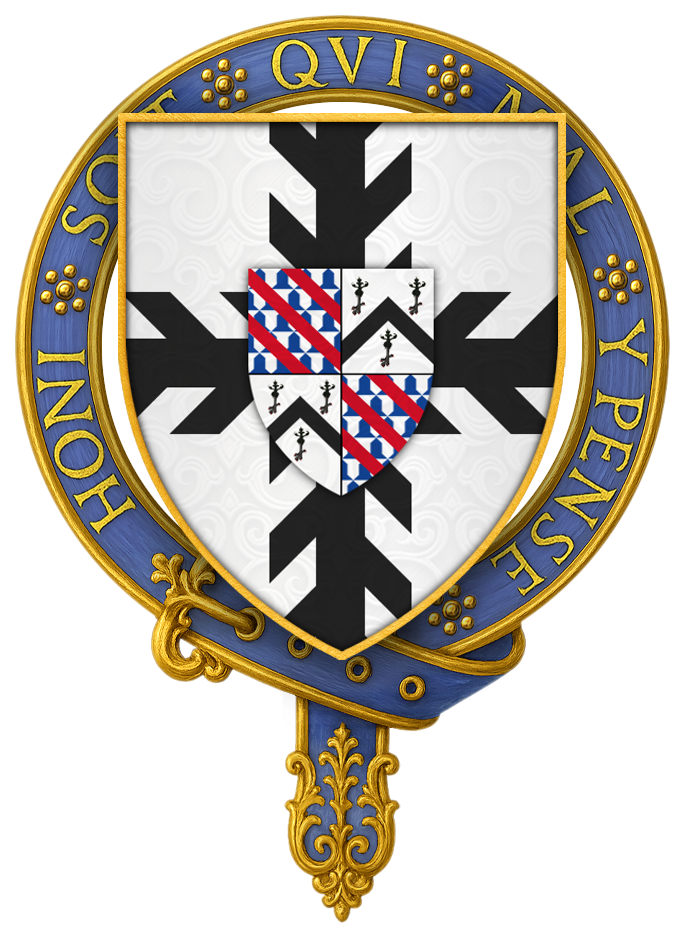
Герб сэра Уильяма Сэндиса, 1-го барона Сэндиса (1470—1540)

Барон Сэндис — аристократический титул, созданный трижды в британской истории (1523 год — Пэрство Англии, 1743 год — Пэрство Великобритании и 1802 год — Пэрство Соединённого королевства).

## История
Впервые титул барона Сэндиса из Вайна был создан в системе Пэрства Англии 27 апреля 1523 года для Уильяма Сэндиса (1470—1540), фаворита английского короля Генриха VIII Тюдора. Он занимал пост лорда-камергера Англии в 1530—1535 годах. Около 1683 года после смерти Эдвина Сэндиса, 8-го барона Сэндсиса, баронский титул оказался в бездействии.

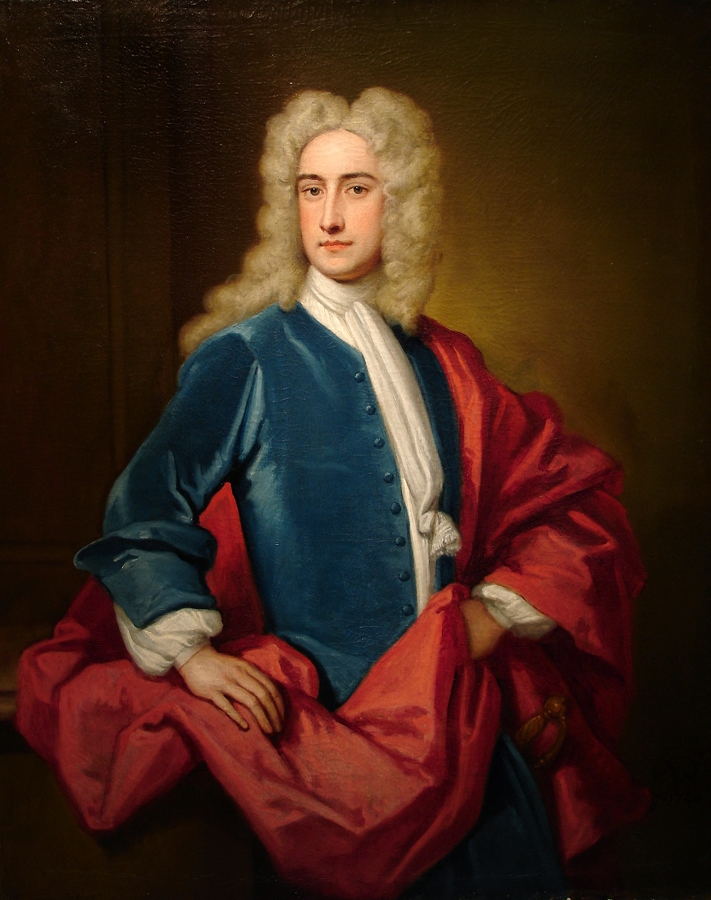
Сэмюэл Сэндис, 1-й барон Сэндис (1695—1770)

Вторично титул барона Сэндиса из Омберсли в графстве Вустершир в системе Пэрства Великобритании был создан 20 декабря 1743 года для политика Сэмюэла Сэндиса (1695—1770). Он заседал в Палате общин от Вустера (1718—1743), занимал посты канцлера казначейства (1742—1743), лидера Палаты общин (1742—1743), кассира королевского двора (1744) и первого лорда торговли (1761—1763). Лорду Сэндису наследовал его старший сын, Эдвин Сэндис (1726—1797), 2-й барон Сэндис. Он был депутатом Палаты общин от Дройтвича (1747—1754), Боссини (1754—1762) и Вестминстера (1763—1770). В 1797 году после Эдвина Сэндиса, 2-го барона Сэндиса баронский титул угас. Родовые поместья унаследовала племянница последнего, Мэри Хилл (1774—1836), вдова Артура Хилла, 2-го маркиза Дауншира (1753—1801).

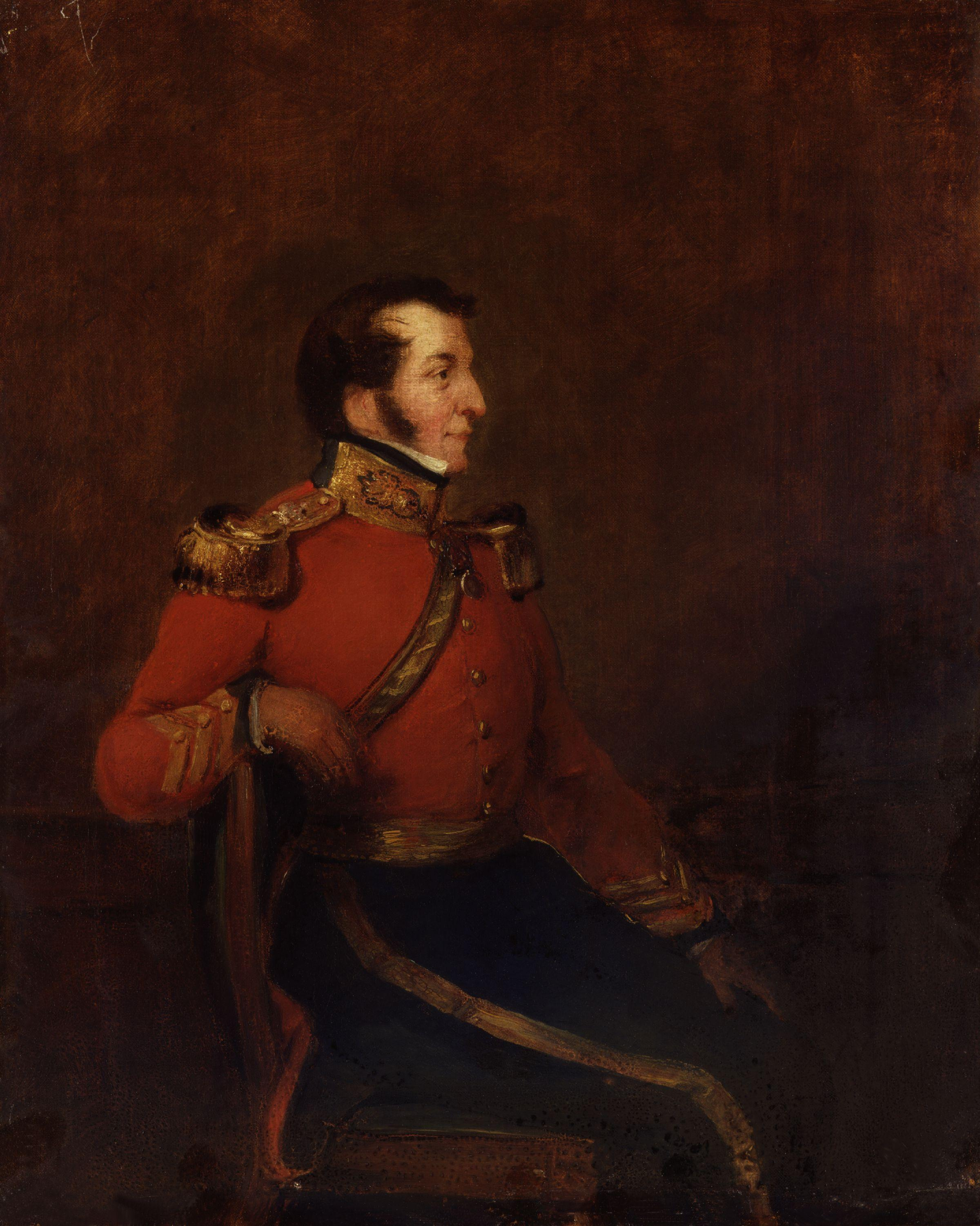
Артур Хилл, 2-й барон Сэндис (1793—1860)

В третий раз титул барона Сэндиса из Омберсли в графстве Вустершир в системе Пэрства Соединённого королевства был создан 19 июля 1802 года для Мэри Хилл (1774—1836), вдовы Артура Хилла, 2-го маркиза Дауншира.
После смерти Мэри Хилл баронский титул унаследовал её второй сын, Артур Мойзес Уильям Хилл (1793—1860), 2-й барон Сэндис. Он был генерал-лейтенантом британской армии, а также представлял графство Даун в Палате общин (1817—1836). Он не был женат и не имел детей, его преемником стал его младший брат, Артур Маркус Сесил Хилл, 3-й барон Сэндис (1798—1863). Он заседал в Палате общин Великобритании от Ньюри (1832—1835) и Эвешама (1838—1852), занимал должности контролёра королевского двора (1841, 1846—1847) и казначея королевского двора (1847—1852). В 1861 году лорд Сэндис получил королевское разрешение на принятие фамилию «Сэндис» вместо «Хилл». В 1948 году после смерти его младшего сына, Майкла Эдвина Сэндиса Сэндиса (1855—1948), 5-го барона Сэндиса, эта ветвь семьи прервалась. Покойному барону наследовал его троюродный брат, Артур Фицджеральд Сэндис Хилл (1876—1961), 6-й барон Сэндис. Он был внуком лорда Джорджа Огастеса Хилла, пятого сына Мэри Хилл, 1-й баронессы.
Сын шестого барона, Ричард Майкл Оливер Хилл, 7-й барон Сэндис (1931—2013), наследовавший своему отцу в 1961 году, занимал должность капитана йоменской гвардии в консервативной администрации Маргарет Тэтчер (1979—1983). Тем не менее, он потерял свое место в Палате лордов после принятия Акта Палаты лордов 1999 года. Он умер 11 февраля 2013 года, ему наследовал его дальний родственник, Артур Фрэнсис Николас Уиллс Хилл, 9-й маркиз Дауншир (род. 1959).
Семейная резиденция Омберсли-Корт в Омберсли, в окрестностях города Дройтвич в графстве Вустершир. Традиционное местом захоронения членов семьи является мавзолей Сэндис в церкви Сент-Эндрю в Омберсли.

## Бароны Сэндис, первая креация (1523)
- 1523—1540: Уильям Сэндис, 1-й барон Сэндис (ок. 1470—1540), сын сэра Уильяма Сэндиса;
- 1540—1560: Томас Сэндис, 2-й барон Сэндис (ум. 1560);
- 1560—1623: Уильям Сэндис, 3-й барон Сэндис (ум. 29 сентября 1623);
- 1623—1629: Уильям Сэндис, 4-й барон Сэндис (ум. 12 ноября 1629);
- 1629—1645: Элизабет Сэндис, 5-я баронесса Сэндис (ум. 1645);
- 1645—1668: Уильям Сэндис, 6-й барон Сэндис (ок. 1626—1668);
- 1668—1680: Генри Сэндис, 7-й барон Сэндис (ум. 1680);
- 1680—1683: Эдвин Сэндис, 8-й барон Сэндис (ум. 1683).

## Бароны Сэндис, вторая креация (1743)
- 1743—1770: Сэмюэл Сэндис, 1-й барон Сэндис (10 августа 1695 — 21 апреля 1770), сын Эдвина Сэндиса (ум. 1699)[1];
- 1770—1797: Эдвин Сэндис, 2-й барон Сэндис (18 апреля 1726 — 11 марта 1797), старший сын предыдущего[2].

## Бароны Сэндис, третья креация (1802)
- 1802—1836: Мэри Хилл, маркиза Дауншир, 1-я баронесса Сэндис (19 сентября 1774 — 1 августа 1836), единственная дочь полковника достопочтенного Мартина Сэндиса (ок. 1729—1768), второго сына Сэмюэла Сэндиса, 1-го барона Сэндиса. С 1786 года жена Артура Хилла, 2-го маркиза Дауншира (1753—1801)[3]
- 1836—1860: Генерал-лейтенант Артур Мойзес Уильям Хилл, 2-й барон Сэндис (10 января 1793 — 16 июля 1860), второй сын предыдущей[4]
- 1860—1863: (Артур) Маркус Сесил Сэндис, 3-й барон Сэндис (28 января 1798 — 10 апреля 1863), третий сын Мэри Хилл, 1-й баронессы Сэндис, младший брат предыдущего[5]
- 1863—1904: Огастес Фредерик Артур Сэндис, 4-й барон Сэндис (2 марта 1840 — 26 июля 1904), старший сын предыдущего[6]
- 1904—1948: Майкл Эдвин Маркус Сэндис Сэндис, 5-й барон Сэндис (31 декабря 1855 — 4 августа 1948), младший брат предыдущего[7]
- 1948—1961: Артур Фицджеральд Сэндис Хилл, 6-й барон Сэндис (4 декабря 1876 — 24 ноября 1961), старший сын капитана Артура Бланделла Джорджа Сэндиса Хилла (1837—1923), внук майора лорда Джорджа Огастеса Сэндиса (1801—1879), правнук Артура Хилла, 2-го маркиза Дауншира[8]
- 1961—2013: Ричард Майкл Оливер Хилл, 7-й барон Сэндис (21 июля 1931 — 11 февраля 2013), единственный сын предыдущего[9]
- 2013 — настоящее время: Артур Фрэнсис Николас Уиллс Хилл, 8-й барон Сэндис, 9-й маркиз Дауншир (род. 4 февраля 1959), старший сын Артура Робина Иэна Хилла, 8-го маркиза Дауншира (1929—2003)[10].